# Agnieszka z Asyżu
Agnieszka z Asyżu, właśc. Caterina Offreduccio (ur. 1197 w Asyżu, zm. 16 listopada lub 27 sierpnia 1253) – włoska klaryska dziewica, święta Kościoła katolickiego.

## Życiorys
Katarzyna Offreduccio urodziła się jako córka Favarone Offreduccio i bł. Ortolany i młodsza siostra św. Klary. Imię Agnieszka otrzymała w zakonie.
W wieku 15 lat postanowiła pójść w ślady swojej siostry św. Klary – dwa tygodnie po jej odejściu z domu rodzinnego również uciekła i schroniła się w klasztorze benedyktynek. Pochodziła z bogatego rodu i ojciec planował dla niej inną przyszłość. W związku z tym próbował siłą sprowadzić ją do domu. W końcu zgodził się na jej pozostanie w klasztorze. Została siostrą w klasztorze San Damiano, który w 1212 założyła św. Klara. Od 1220 była przełożoną klarysek w klasztorze w Monticelli koło Florencji. Następnie założyła klasztory klarysek w Mantui, Padwie i Wenecji. Zmarła w asyskim klasztorze św. Damiana, trzy miesiące po śmierci św. Klary.  
Relikwie świętej Agnieszki z Asyżu znajdują się w asyskiej Bazylice św. Klary. 

## Kult
Kult Agnieszki został zatwierdzony w 1753 przez papieża Benedykta XIV.
Jej wspomnienie liturgiczne w Kościele katolickim obchodzone jest 16 listopada.
W ikonografii św. Agnieszka przedstawiana jest w stroju klaryski, czasami ze swoją siostrą św. Klarą. Jej atrybuty jakie mogą towarzyszyć przedstawieniu to krzyż,   Dziecię Jezus nawiązujące do mistycznych przeżyć podczas których otrzymała małego Jezusa do adoracji. Księga przywołuje propagowanie przez świętą zakonu klarysek i zasad ich życia przywileju ubóstwa. Trzy korony (potrójna korona) odpowiadają trzem nagrodom w niebie, za głoszenie Ewangelii, dziewictwo i męstwo.